# Le Chevain
Le Chevain – miejscowość i dawna gmina we Francji, w regionie Kraj Loary, w departamencie Sarthe. W 2013 roku populacja gminy wynosiła 611 mieszkańców. 
W dniu 1 stycznia 2017 roku z połączenia dwóch ówczesnych gmin – Saint-Paterne oraz Le Chevain – utworzono nową gminę Saint-Paterne-le-Chevain. Siedzibą gminy została miejscowość Saint-Paterne. 